# Novi Banovci
Novi Banovici (in serbo: Нови Бановци) è un sobborgo sul Danubio della municipalità serba di Stara Pazova, nel distretto della Sirmia, appartenente alla provincia della Voivodina. Si trova a 5 km da Batajnica e a 20 km dalla capitale Belgrado. Si trova sulla strada Belgrado-Novi Sad. Al censimento del 2013 contava 14.500 abitanti, in maggioranza di etnia serba.

## Storia
A seguito della conquista romana del I secolo a.C., l'antico insediamento era denominato Burgenae.
Nel XX secolo Novi Banovci ha visto una crescita costante della sua popolazione: un incremento notevole si è avuto verso la metà degli anni 1990, a causa dell'arrivo di profughi serbi dalle comunità confinanti a causa delle guerre jugoslave, specialmente dopo l'operazione militare Oluja, che costrinse circa 250.000 persone di etnia serba a lasciare la Croazia.

## Società

### Evoluzione demografica
Ecco l'andamento della popolazione di Novi Banovci secondo le cifre ufficiali dei censimenti:
- 1961: 1.592
- 1971: 1.842
- 1981: 6.077
- 1991: 10.547
- 2002: 12.456
- 2013: 14.500